# Брюссельская периферия

Брюссельская периферия

Брюссельская периферия (также Брюссельская агломерация, нидерл. de (Brusselse) Rand, фр. La Périphérie bruxelloise) — внешняя, пригородная часть города Брюссель. Представляет собой ряд муниципалитетов, примыкающих к столице и связанных с ней культурно и экономически, но являющихся административно-территориальной частью Фландрии, одного из трёх (наряду с Валлонией и самим Брюсселем) субъектов федеративного королевства Бельгия.
С конца 1940-х годов Брюссельская периферия стала местом острого этноязыкового конфликта между романоязычными франкофонами и германоязычными фламандцами, поскольку чёткая фиксация Бельгийской языковой границы в 1962—1963 годах привела к географической изоляции официально двуязычного (а фактически франкоязычного) Брюсселя внутри одноязычного Фламандского Брабанта, имеющего значительное, но официально не признанное франкоязычное меньшинство. Особую социальную напряжённость вызывает статус и дальнейшая судьба шести так называемых льготно-языковых муниципалитетов, расположенных в непосредственной близости от столицы.

## Районирование

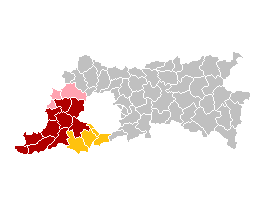
Пайоттенланд — наиболее престижная и экологически чистая западная часть Брюссельской периферии

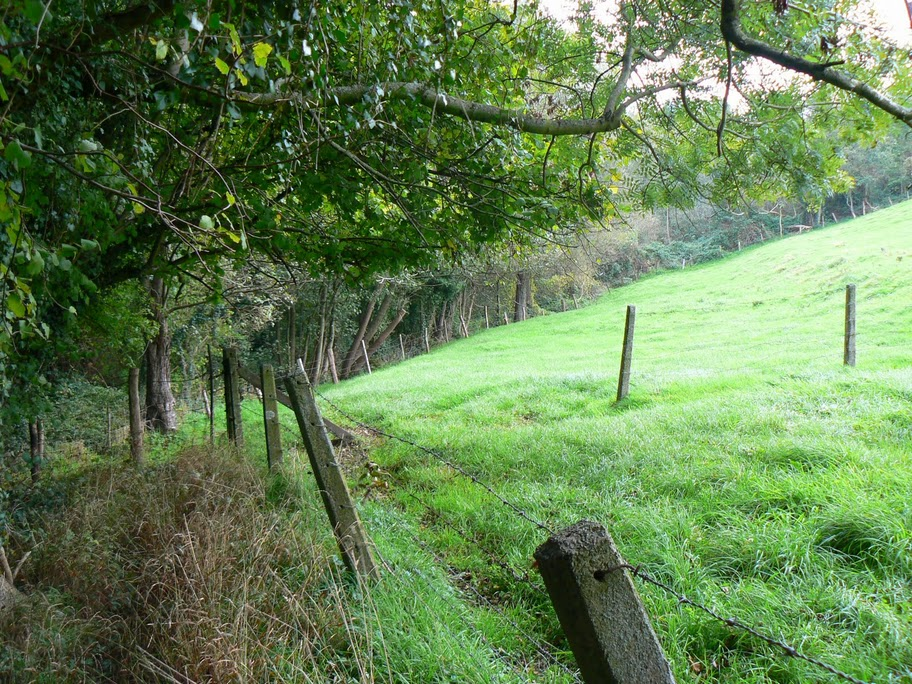
Баерсберг. Типичный буколический пейзаж Пайоттенланда в Брюссельской периферии

Брюссельская агломерация не имеет точно определённых границ. Одни исследователи включают в её состав коммуны с телефонным кодом 82, другие — коммуны расформированного в 2011 году избирательного округа Брюссель-Халле-Вилворде. Третьи пытаются установить границы периферии на основе количества и пропорции маятниковых мигрантов, ежегодно отправляющихся на работы в Брюссель из периферийных коммун. Причём в этом случае агломерация распадается на несколько поясов притяжения, которое увеличивается по мере приближения к столице. Благодаря тому, что Брюссель является столицей ЕС, количество коммун, вовлекаемых в его агломерацию, увеличивается. Из-за того, что сам Брюссель имеет франкоязычное большинство с середины XX века, его периферия также подвержена процессу галлизации. В националистической фламандской литературе этот процесс получил название «эффект нефтяного пятна».
Брюссельская периферия подразделяется на несколько природно-географических регионов с различными разнообразными ландшафтами и экономико-промышленным типами хозяйствования. Она включает в себя разнообразные ландшафты, среди которых выделяются жилые застройки индивидуального характера, сельскохозяйственные территории (Дрёйвенстрек), а также относительно слабо освоенные природные зоны, близость которых привлекает сюда многих брюссельцев. Довольно развитая транспортная система периферии поддерживает её связи с самим Брюсселем.

## Название
Позиции обеих сторон, фламандской и франкоязычной, существенно различаются по всем аспектам проблемы. Франкофоны рассматривают брюссельскую периферию как часть моноцентричной агломерации столицы, а её рост и расширение за счёт пригородов как естественный процесс урбанизации, субурбанизации и экономического прогресса с течением времени. Попытки фламандцев искусственно ограничить рост города воспринимается ими как дискриминация на языковой, расовой, этнической и культурной почве, попытка создать своего рода «гетто» для франкофонов внутри фламандской территории.
Фламандцы же утверждают, что исторически Фламандский Брабант состоял из нескольких равнозначных небольших посёлков и сельских муниципалитетов и что именно наполеоновское вторжение в Бельгию привело к централизации власти в Брюсселе, который к тому же со временем превратился в крупный международный франкоязычный мегаполис. Более того, само французское название «периферия» кажется фламандцам унизительным поскольку франкоязычный Брюссель подразумевается в данном случае как центр, а их некогда сельские муниципалитеты и небольшие города как периферийная обочина. Процесс роста населения столицы и поглощение новых земель воспринимается ими очень болезненно также и потому, что дальнейшая урбанизация привлекает новых международных мигрантов из преимущественно франкоязычных стран. Вместо слова периферия фламандцы предпочитают употреблять слово «Ранд», означающее край, граница, маржа, кромка.

## Противоречия
После 1947 года вопрос о языке был исключён из бельгийских переписей населения. По состоянию на 1947 год, франкофоны составляли более 50 % населения 19 городских коммун столичного округа, которые в 1963 году составили современный официально двуязычный город Брюссель. Кроме этого, в 1932 году в 2 пригородных муниципалитетах доля франкофонов превысила 30 %. Однако в одном из них, Синт-Стевенс-Волюве, ныне часть муниципалитета Завентем, она упала ниже 30 % по сравнению с 1921 годом, а потому право использовать французский язык он утратил. Но уже в 1947 году количество 30%-ных пригородов вновь возросло до 6: Веммел, Крайнем, Везембек-Оппем, Линкебек, Дрогенбос и Синт-Генезиус-Роде.
После проведения жёсткой языковой границы они также стали официально нидерландоязычными, но их франкоязычное население получило определённые языковые льготы. Но эти льготы трактуются по-разному сторонами — участниками конфликта: фламандцы считают что данные льготы были введены в 1960-х годах с целью облегчить быструю интеграцию франкофонов в нидерландоязычное общество, а потому они были задуманы как временная мера и их пора отменять. Франкофоны же категорически против, воспринимая льготы как навечно данное им федеральное право, учитывая что сроки действия льгот оговорены не были, а также и тот факт во всех из них франкофоны уже давно составляют постоянно растущее большинство (до 80 % и более). Именно по этой причине компромисс 1960-х начал постепенно рушиться. Особый вклад в данный процесс внесла международная миграция. По мере того как старые, изношенные кварталы центра города заполнили экономические мигранты и политические беженцы из развивающихся стран, начался отток белых франкофонов в более зелёные пригороды столицы, а также интенсивный рост спальных районов в окружающей Брюссель официально нидерландоязычной территории. Льготные регионы составляют только треть (6/18) общего числа приграничных Брюсселю районов во фламандской периферии. Они наиболее привлекательны для приезжающих франкофонов в языковом плане, хотя их площадь невелика и в последнее время доля франкоязычных растёт повсеместно в периферии. Процесс этот начался ещё в конце XIX века, и продолжается до сих пор.

### Демография

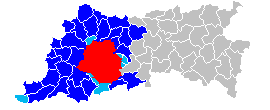
7 муниципалитетов с языковыми льготами для франкофонов выделены голубым цветом

Присутствие франкоязычного меньшинства во Фландрии фиксируется летописями с XIII века. Официальные бельгийские переписи начала XX века подтверждали факт проживания значительного количества франкофонов во многих муниципалитетах Брюссельской периферии ещё в 1910—1930 гг. Так по переписи 1930 года франкофоны составляли 8 % в Завентеме, 8 % в Синт-Питерс-Леув, 9 % в Зеллике, 13 % в Махелене, 13 % в Стромбек-Бевере, 14 % в Вилворде и 17 % в Дилбеке.
При этом в том же Синт-Питерс-Леуве доля франкофонов увеличилась с 8 % до 17,4 % только за период между переписями 1930 и 1947 годов. Тем не менее, 30 % порога он не достиг, а потому франкофоны не получили в данной коммуне никаких языковых льгот когда в 1963 году в Бельгии была проведена языковая граница. Более того, в 1977 году Синт-Питерс-Леув включил в свой состав более фламандскую коммуну Алсемберг, что несколько замедлило процесс офранцуживания, но не приостановило его. По оценке на 2010 франкофоны составляют 22,8 % населения укрупнённого Синт-Питерс-Леува.
Их доля продолжала расти так быстро что в 1977 году власти Фландрии умело воспользовались общебельгийской процедурой административно-территориального объединения коммун, в ходе которой небольшие пригородные муниципалитеты с высокой долей франкофонов были присоединены к более крупными и более удалёнными сельскими коммунам с преимущественно фламандским населением. Джерримендеринга избежали лишь муниципалитеты, наделённые языковыми льготами в 1963 году. В результате очертания многих периферийных коммун (Ассе, Вилворде, Тервюрен, Завентем) приняли «вытянутый» характер. Тем не менее, присутствие франкофонов и франкотропов в ряде населённых пунктов внутри этих коммун (Стромбек-Бевер, Негенманнеке, Езус-Эйк) продолжает увеличиваться. Растёт оно и вряде других, весьма удалённых от Брюсселя коммунах — Гюлденбергe, Кортенбергe, Бертемe, Леннике, Гойкe и др.
Темпы дефламандизации округа Халле-Вилворде резко ускорились в XXI веке. Так, по данным текущей статистики за период между 2004 и 2009 года, доля новорожденных от нидерландоязычных матерей здесь упала с 58,2 % до 52,1 %. В то же время, доля франкоязычных рожениц поднялась с 25,2 % до 25,7 %, а всех прочих с 16,6 % до 22,2 %. Падение доли рождений у фламандцев было зафиксировано везде кроме Хуйларта. В Крайнеме сокращение составило 31 процентный пункт, в Завентеме — 8.

## Миграционные процессы
По современным оценкам, ежегодно до 10 000 преимущественно франкоязычных брюссельцев переселяются из Брюсселя в окружающие фламандские муниципалитеты. За период 1997—2010 годов положительное сальдо периферийных муниципалитетов в миграционном обмене с Брюсселем превысило 40 000 человек. К ним также следует добавить такое же количество иностранцев и нелегальных иммигрантов, которые с нидерландским языком знакомы ещё меньше. В то же время 16 800 бывших жителей периферии переселились в другие регионы Фландрии, а 11 200 — в Валлонию. Таким образом, коренное население периферии не только замещается выходцами из Брюсселя, но и как бы выдавливается ими. Поэтому несмотря на то что визуальная и юридическая фламандизация периферии усиливается под давлением фламандских властей, она идёт вразрез с демографической реальностью.

## Попытки решения проблемы
Особо следует выделить льготно-языковой муниципалитет Синт-Генезиус-Роде, который как звено соединяет преимущественно франкоязычные Валлонский регион и Брюссель. Сам Синт-Генезиус-Роде также имеет франкоговорящее большинство (около 68 %).

## Карательные меры
Наибольшего накала межэтнический конфликт достиг в таких периферийных коммунах как Дилбек и Оверейсе. В последнее время объектом языковых доносов стала нидерландоязычная община Вилворде.
Для предотвращения переселения франкофонов и аллофонов на периферию столицы, в муниципалитеты провинции Фламандский Брабант, местные горсоветы, которые возглавляют этнические фламандцы, вводили и продолжают вводить целый ряд мер, призванных ограничить или хотя бы снизить процесс офранцуживания.
Среди них выделяются:
- ограничение доступа к социальному жилью, которое предоставляется лишь фламандцам или лицам, прошедших курс обучения и сдавших экзамен на владение нидерландским языком.
- проведение бесед с местными строительными компаниями и организациями, которые призывают отдавать предпочтение при продаже домов или земли фламандцам[22][23].
- требование предоставить список регионов в которых проживал потенциальный покупатель до переселения во Фламандский Брабант.[22]
- требование работать в муниципалитете, в котором покупатель желает приобрести землю или жильё.
- запрет на использование, в том числе на вывесках, любых языков, кроме нидерландского, во всех государственных учреждениях данных муниципалитетов, в том числе на детских площадках.
- требование предоставить список родственников в муниципалитете и историческую связь с ним.

Кроме этого, в качестве протеста против дальнейшего роста Брюссельской агломерации, а также в качестве напоминания о том что сам Брюссель окружён юридически фламандскими муниципалитетами (шесть из которых, впрочем, уже на протяжении нескольких десятилетий имеют де-факто франкоязычное большинство) фламандская спортивная федерация Bloso ежегодно организует кольцевой велосипедный марафон Де-Гордел, в котором участвует порядка 50 000 — 80 000 человек.

## Современная ситуация
Тем не менее, все вышеперечисленные меры варьируют от муниципалитета к муниципалитету, и многие из них постоянно оспариваются в судах. Кроме того, в ряде коммун процессы галлизации и, шире, интернационализации зашли слишком далеко. Особенно это заметно при сравнении данных о недавних новорожденных в местных семьях по языкам. В 2008 г., даже в официально нидерландоязычных муниципалитетах, доля родившихся у фламандок детей составляет лишь относительное большинство, уступая франкофонам и аллофонам вместе взятым, а в некоторых занимает лишь второе место. В муниципалитетах с языковыми льготами доля родившихся у фламандок в некоторых случаях опустилась до предельно низких значений (Крайнем — 5,0 %; Дрогенбос — 3,6 %). Тенденции последних лет подтверждают и то, что процессу галлизации сопутствует и постепенная дефламандизация периферии. Дело в том, что автохтонная фламандская молодёжь сельских муниципалитетов часто не в состоянии конкурировать с франкофонами столицы, которые имеют более высокооплачиваемые работы, а потому могут позволить себе платить за покупку или, в крайнем случае, аренду жилья гораздо больше. Уровень цен на жильё в периферийных муниципалитетах на 35 % выше, чем во Фландрии в среднем. Кроме того, из-за введения жёстких языковых законов и языковых границ под давлением фламандских националистов в 1960-х годах современные молодые фламандцы хуже владеют французским языком и менее знакомы с франкоязычной культурой. В поисках работы они устремляются на север страны. Попытки стимулировать переселение молодых фламандцев, ищущих работу, в двуязычный Брюссель не имеют успеха по целому ряду причин. Во-первых, нидерландским языком владеет лишь около 23 % населения столицы, и только около 10 % пользуются им как родным. Во-вторых, в Брюсселе практически не осталось свободных территорий, а уже имеющееся жильё занято либо франкофонами, либо иммигрантами из стран третьего мира, часто из мусульманских стран, которые составляют 25 % населения столицы (2010). В третьих, уровень безработицы в Брюсселе (19,3 %; 2010) часто вдвое, а то и втрое выше, чем в других городах Фландрии.